# フューチャージェン計画
フューチャージェン計画（FutureGen program）とは、2003年にアメリカ合衆国政府が打ち出した、大気中に二酸化炭素を放出しない新型火力発電所の建設計画。
アメリカ合衆国が主導する数少ない地球温暖化対策のひとつだが、発想の原点はアメリカ国内向けのエネルギーの安定供給という発想である。

## 概要
アメリカ国内で産出される石炭は、9割近くが火力発電用に用いられている。国内の石炭の埋蔵量は膨大であり、今後とも低コスト調達が可能であることから持続的な利用方法が模索されてきた。2003年、アメリカ政府は、今後とも価格的に優位な石炭の持続的な利用を図るため、大気中に一切、二酸化炭素や窒素酸化物を出さない究極の発電所構想を打ち出した。これが、フューチャージェン計画である。
具体的には、石炭を水素ガス化し、燃焼時に排出される窒素酸化物は土壌改良剤などに、二酸化炭素は地下に固定する計画である。
事業費は10年間で10億ドルを見込んでおり、日本も1000万ドルの拠出と技術提供を行い、見返りに技術をフィードバックする権利を得る。実験プラントは2012年に完成予定である。